# NGC 6625
NGC 6625 је расејано звездано јато у сазвежђу Штит које се налази на NGC листи објеката дубоког неба.
Деклинација објекта је - 12° 0' 47" а ректасцензија 18h 23m 12,8s. Привидна величина (магнитуда) објекта NGC 6625 износи 9,0. NGC 6625 је још познат и под ознакама OCL 58, *Grp ?.